# La Piaña
La Piaña är en ort i Mexiko.   Den ligger i kommunen Pijijiapan och delstaten Chiapas, i den sydöstra delen av landet, 800 km sydost om huvudstaden Mexico City. La Piaña ligger 13 meter över havet och antalet invånare är 118.
Terrängen runt La Piaña är platt. Runt La Piaña är det ganska glesbefolkat, med 28 invånare per kvadratkilometer. Närmaste större samhälle är Pijijiapan, 10,7 km norr om La Piaña. Omgivningarna runt La Piaña är en mosaik av jordbruksmark och naturlig växtlighet.